# Spargania ranulodes
Spargania ranulodes är en fjärilsart som beskrevs av Max Joseph Bastelberger 1909. Spargania ranulodes ingår i släktet Spargania och familjen mätare. Inga underarter finns listade i Catalogue of Life.